# Magnetorrecepción

Las líneas del campo magnético terrestre salen del polo norte magnético hacia el polo sur.

La magnetorrecepción o magnetocepción es la capacidad que tienen algunos seres vivos de detectar la dirección y sentido del campo magnético, obteniendo así información sobre el sentido y latitud. Los primeros animales en los que se descubrió este sentido fueron las palomas mensajeras, la cual es un importante (pero no el único) medio de orientación. Se descubrió luego que también lo tenían otras aves, algunas tortugas e insectos como las abejas, hongos y hasta ciertas bacterias.
Los seres humanos tienen depósitos de materiales magnéticos en el hueso etmoides de la nariz, y hay indicios de una cierta capacidad de magnetorrecepción.
Se supone que tanto en las palomas mensajeras como en las truchas, y en ciertas bacterias, el sensor consiste en unos cristales de magnetita, (óxido de hierro), conectados con otros orgánulos transductores todavía no bien comprendidos. Las bacterias magnetotáticas y los hongos contienen órganos llamados magnetosomas que contienen la magnetita. En las abejas, la magnetita está embutida en las membrana celular de ciertos grupos de neuronas y se cree que cuando se reorienta siguiendo al campo magnético terrestre induce corrientes que modifican la polarización celular. Los únicos magnetorreceptores demostrados se encuentran en varias bacterias y fitoplancton, que contienen cristales, bien de magnetita, bien de greigita, un sulfuro de hierro que también es ferrimagnético.
Más allá de los cristales magnéticos, se han postulado otros medios por los que los seres vivos perciben los campos magnéticos. Los tiburones y las rayas, los llamados elasmobranquios, tienen canales en el interior de su cuerpo que funcionan a modo de cables eléctricos, y cuyo movimiento en principio podrían servir para detectar la orientación del campo magnético. Otro mecanismo propuesto más recientemente se basa en reacciones bioquímicas.
La influencia de campos magnéticos en reacciones químicas habitualmente es extremadamente débil, sin embargo, en muchas reacciones redox fotoquímicas la velocidad de reacción está determinada por procesos de transferencia electrónica; en ciertos casos particulares, los electrones implicados interaccionan durante cierto tiempo con los espines nucleares, y esta interacción puede ser enormemente sensible a la orientación del campo magnético. Se han propuesto reacciones de criptocromos, moléculas que se encuentran en los ojos de algunos pájaros migratorios, que podrían servir para este fin.